# Rio do Peixe (médio Paraíba do Sul)
O rio do Peixe é um curso de água do estado de Minas Gerais, Brasil. É um afluente da margem direita do rio Paraibuna e, portanto, um subafluente do rio Paraíba do Sul. Apresenta 188 km de extensão e drena uma área de 2363 km².
Suas nascentes localizam-se na serra da Mantiqueira, no município de Bom Jardim de Minas, a uma altitude de aproximadamente 1300 metros. Em seu percurso, atravessa a zona urbana da cidade de Lima Duarte.
Alguns trechos do rio do Peixe servem de fronteira natural de municípios. O trecho entre a foz do córrego Limeira e a confluência do rio Grão-Mogol separa os municípios de Lima Duarte e Pedro Teixeira. O trecho entre a foz do rio Grão-Mogol e a confluência do córrego Água Limpa separa os municípios de Lima Duarte e Juiz de Fora. A partir da foz do córrego Maranhão, o rio do Peixe separa os municípios de Juiz de Fora e Belmiro Braga até desaguar no rio Paraibuna. O rio do Peixe banha, também, o município de Olaria.
As águas do rio do Peixe são aproveitadas para geração de energia elétrica em uma usina hidrelétrica, a UHE Picada, situada no município de Juiz de Fora, com 50000 kW de potência instalada.